# Monique Messine
Monique Messine, née Monique Marguerite Alberte Vanwelsenaere (2 avril 1940 à Metz - 11 juillet 2003 à Guyancourt) est une actrice et chanteuse française. Elle a notamment tourné avec Jean-Luc Godard et Roger Vadim.

## Biographie
Monique Messine voit le jour le 2 avril 1940, à Metz, en Lorraine. Elle tourne, dès 1961, avec Alex Joffé dans Le Tracassin, puis en 1962, avec Jean-Luc Godard, dans Vivre sa vie. Elle poursuit sa carrière d'actrice avec Roger Vadim dans Le Vice et la Vertu. 
Monique Messine tourne ensuite pour la télévision, doublant au passage le jeune "Nicolas" de la série Bonne nuit les petits, ou tournant dans les séries Paul Temple en 1971, La vie rêvée de Vincent Scotto  en 1973, ou Si le loup y était en 1993. Monique Messine a également été l'interprète de la bande originale du film La chanson de Gédéon, un dessin animé de TF1, en 1976.
Monique Messine s'est éteinte le 11 juillet 2003, à Guyancourt, dans les Yvelines.

## Filmographie
- 1961 : Le Tracassin, d'Alex Joffé
- 1961 : L'Engrenage, de Max Kalifa
- 1962 : Vivre sa vie, de Jean-Luc Godard
- 1962 : Bonne nuit les petits, de Jacques Samyn, TV (voix)
- 1963 : Le Vice et la Vertu, de Roger Vadim
- 1963 : Chi lavora è perduto (In capo al mondo), de Tinto Brass : le mannequin
- 1973 : La Vie rêvée de Vincent Scotto, de Jean-Christophe Averty, TV
- 1993 : Si le loup y était, de Michel Sibra, TV
- 1976: La chanson de Gédéon, de Joss Babelli